# Salaria basilisca
Salaria basilisca är en fiskart som först beskrevs av Achille Valenciennes, 1836.  Salaria basilisca ingår i släktet Salaria och familjen Blenniidae. IUCN kategoriserar arten globalt som livskraftig. Inga underarter finns listade i Catalogue of Life.